# Joseph Lutz (General)
Joseph C. Lutz (* 17. April 1933 in Indianapolis, Indiana; † 9. Mai 1999 in Clearwater, Pinellas County, Florida) war ein Generalmajor der United States Army und Kommandeur einer Vorgängereinheit der United States Army John F. Kennedy Special Warfare Center and School.
Joseph Lutz war ein Sohn von Frank Lutz und dessen Frau Marie Bender. Über das ROTC-Programm des St. Norbert College in De Pere in Wisconsin gelangte er im Jahr 1955 in das Offizierskorps des US-Heeres. Dort wurde er als Leutnant den Panzertruppen zugeteilt. In der Armee durchlief er anschließend alle Offiziersränge vom Leutnant bis zum Zwei-Sterne-General.
Im Lauf seiner militärischen Karriere absolvierte Lutz verschiedene Kurse und Schulungen. Dazu gehörten unter anderem der Armor Officer Career Course und das Naval War College.
In seinen jüngeren Jahren absolvierte er den für Offiziere in den niederen Rangstufen üblichen Dienst in unterschiedlichen Einheiten und Standorten. Dazu gehörten auch Aufgaben als Stabsoffizier in verschiedenen Hauptquartieren. Lutz absolvierte zusätzlich eine Ausbildung als Offizier für Sondereinheiten und diente in der Folge abwechselnd in Panzereinheiten und bei Sondereinsatzkräften. Außerdem absolvierte er eine Fallschirmspringerausbildung und war in der Folge auch als Fallschirmspringer aktiv. Mitte der 1960er Jahre war er zwei Mal im Vietnamkrieg eingesetzt. Bei einem dieser Einsätze gehörte er einer Sondereinheit an.
Im weiteren Verlauf seiner Karriere kommandierte Lutz Panzer und Sondereinheiten auf verschiedenen Ebenen. Unter anderem kommandierte er in Fort Bragg ein Panzerbataillon der 82. Luftlandedivision und in Fort Bliss das 3. Panzerregiment. Lutz war auch Stabsoffizier im Heeresministerium und beim Verteidigungsministerium der Vereinigten Staaten, wo er am Sicherheitsprogramm der amerikanischen Regierung für Griechenland mitwirkte und der gemeinsamen amerikanisch-griechischen Kommission angehörte.
Im weiteren Verlauf war Joseph Lutz auch stellvertretender Kommandeur des in Deutschland stationierten VII. Korps und Leiter der gemeinsamen amerikanisch-griechischen Militärhilfegruppe (Chief of the Joint U.S. Military Aid Group). Von 1980 bis 1982 leitete Lutz die Vorgängerorganisation des United States Army John F. Kennedy Special Warfare Center and School in Fort Bragg (Fort Liberty). Lutz war im Jahr 1982 an der Gründung des 1st Special Operations Commands beteiligt, aus dem später das United States Army Special Operations Command hervorging. Er wurde auch erster Kommandeur des 1st Special Operation Commands. Er verschaffte damals den Heeressondereinheiten einen gleichberechtigten Platz in der Armee neben der klassischen Infanterie, der Artillerie und den Panzereinheiten. Bei der US-Invasion in Grenada im Jahr 1983 wurden dann auch Sondereinheiten nach den Vorstellungen von Lutz eingesetzt.
Im Jahr 1987 wurde Joseph Lutz von General James J. Lindsay zum Stabschef des neugegründeten, Teilstreitkräfte übergreifenden United States Special Operations Commands auf der MacDill Air Force Base in Florida ernannt. Diesen Posten hatte er bis zu seiner Pensionierung im Jahr 1990 inne.
Nach seiner Pensionierung engagierte sich Joseph Lutz in Florida im gesellschaftlichen Leben, aber auch bei verschiedenen militärischen Organisationen und Vereinigungen. Er trat verschiedentlich als Gastredner bei Veranstaltungen auf. Er starb am 9. Mai 1999 in seinem letzten Heimatort Clearwater in Florida und wurde auf dem dortigen Myrtle Hill Cemetery beigesetzt.